# Хендерсън (окръг, Кентъки)
Окръг Хендерсън (на английски: Henderson County) е окръг в щата Кентъки, Съединени американски щати. Площта му е 1210 km², а населението - 44 829 души (2000). Административен център е град Хендерсън.